# Tournoi des Cinq Nations 1960
Navigation
Tournoi 1959 Tournoi 1961
Le Tournoi des Cinq Nations 1960 voit la victoire conjointe de la France et de l'Angleterre. En effet, le règlement ne prend pas en compte la différence de points (plus importante du côté du XV de France) ; les deux nations sont données ex æquo, victoire partagée. De plus elles réalisent quelque chose de très rare dans le Tournoi, à savoir un Petit Chelem, en remportant trois victoires, un nul et aucune défaite. Il s'agit du premier Petit Chelem pour le XV de France, du troisième pour celui de la Rose.

## Classement
- Légende de la table :

J matches joués, V victoires, N matches nuls, D défaites
PP points pour, PC points contre, Δ différence de points PP-PC
Pts points de classement (barème : victoire 2 points, match nul 1 point, défaite zéro)
| Rang | Nations        | J | V | N | D | PP | PC | Δ   | Pts |
| ---- | -------------- | - | - | - | - | -- | -- | --- | --- |
| 1    | France (T)     | 4 | 3 | 1 | 0 | 55 | 28 | +27 | 7   |
| 1    | Angleterre     | 4 | 3 | 1 | 0 | 46 | 26 | +20 | 7   |
| 3    | Pays de Galles | 4 | 2 | 0 | 2 | 32 | 39 | 0-7 | 4   |
| 4    | Écosse         | 4 | 1 | 0 | 3 | 29 | 47 | -18 | 2   |
| 5    | Irlande        | 4 | 0 | 0 | 4 | 25 | 47 | -22 | 0   |

- Meilleure attaque et plus grande différence de points pour les Bleus.
- La meilleure défense revient au XV de la Rose.

## Résultats
Tous les matches se jouent le samedi sur neuf dates :
| 9 janvier 1960, Édimbourg | Écosse         | 11 - 13 | France         |
| 16 janvier 1960, Londres  | Angleterre     | 14 - 6  | Pays de Galles |
| 6 février 1960, Cardiff   | Pays de Galles | 08 - 0  | Écosse         |
| 13 février 1960, Londres  | Angleterre     | 08 - 5  | Irlande        |
| 27 février 1960, Colombes | France         | 03 - 3  | Angleterre     |
| 27 février 1960, Dublin   | Irlande        | 05 - 6  | Écosse         |
| 12 mars 1960, Dublin      | Irlande        | 09 - 10 | Pays de Galles |
| 19 mars 1960, Édimbourg   | Écosse         | 12 - 21 | Angleterre     |
| 26 mars 1960, Cardiff     | Pays de Galles | 08 - 16 | France         |
| 9 avril 1960, Paris       | France         | 23 - 6  | Irlande        |

## Les matches de l'équipe de France
Détails des rencontres du XV de France :

### Écosse - France
| 9 janvier 1960 Temps frais et ensoleillé. | Écosse                                                                   | 11 - 13 (0-5) | France                                                             | Murrayfield, Édimbourg Magnifique terrain 60 000 spectateurs Arbitre : G Walters |
| 9 janvier 1960 Temps frais et ensoleillé. | Essai(s) : 2 A Smith Transformation(s) : 1/2 Elliot Pénalité(s) : Elliot |               | Essai(s) : 3 Meyer, Méricq, Moncla Transformation(s) : 2/3 Vannier | Murrayfield, Édimbourg Magnifique terrain 60 000 spectateurs Arbitre : G Walters |
| 9 janvier 1960 Temps frais et ensoleillé. |                                                                          |               |                                                                    | Murrayfield, Édimbourg Magnifique terrain 60 000 spectateurs Arbitre : G Walters |

### France - Angleterre
Les deux rivales se neutralisent pour la seconde fois consécutive, longtemps après leur premier match nul de 1922 :
| 27 février 1960 Beau temps | France                | 3 - 3 (3-3) | Angleterre        | Stade Yves-du-Manoir, Colombes Bon terrain 35 350 spectateurs Arbitre : J Taylor |
| 27 février 1960 Beau temps | Pénalité(s) : Vannier |             | Essai(s) : Weston | Stade Yves-du-Manoir, Colombes Bon terrain 35 350 spectateurs Arbitre : J Taylor |
| 27 février 1960 Beau temps |                       |             |                   | Stade Yves-du-Manoir, Colombes Bon terrain 35 350 spectateurs Arbitre : J Taylor |

### Pays de Galles - France
| 26 mars 1960 Beau temps frais. | Pays de Galles                                                              | 8 - 16 (3-5) | France                                                                                    | Arms Park, Cardiff Bonne pelouse 65 000 spectateurs Arbitre : N Parkes |
| 26 mars 1960 Beau temps frais. | Essai(s) : B Jones (en) Transformation(s) : N Morgan Pénalité(s) : N Morgan |              | Essai(s) : 4 Celaya, Méricq, P Lacroix, Dupuy Transformation(s) : 2/4 Vannier, Albaladejo | Arms Park, Cardiff Bonne pelouse 65 000 spectateurs Arbitre : N Parkes |
| 26 mars 1960 Beau temps frais. |                                                                             |              |                                                                                           | Arms Park, Cardiff Bonne pelouse 65 000 spectateurs Arbitre : N Parkes |

### France - Irlande
| 9 avril 1960 Beau temps avec vent. | France                                                                                                   | 17 - 3 (-) | Irlande               | Stade Yves-du-Manoir, Colombes Excellent terrain 30 700 spectateurs Arbitre : G Walters |
| 9 avril 1960 Beau temps avec vent. | Essai(s) : 4 Celaya, A Domenech, Rancoule, Moncla Transformation(s) : 1/4 Bouquet Drop(s) : 3 Albaladejo |            | Essai(s) : 2 N Brophy | Stade Yves-du-Manoir, Colombes Excellent terrain 30 700 spectateurs Arbitre : G Walters |
| 9 avril 1960 Beau temps avec vent. | |            |                       | Stade Yves-du-Manoir, Colombes Excellent terrain 30 700 spectateurs Arbitre : G Walters |